# Ant Atoll
Ant Atoll är en atoll i Mikronesiska federationen.   Den ligger i kommunen Kitti Municipality och delstaten Pohnpei, i den sydvästra delen av landet, 27 km sydväst om huvudstaden Palikir. Arean är 1,9 kvadratkilometer.